# Campeonato Citadino de Passo Fundo
O Campeonato Citadino de Passo Fundo foi um campeonato de futebol realizado pela Liga Passo-Fundense de Futebol, muitas vezes servindo para determinar o representante passo-fundense nas competições de futebol do estado do Rio Grande do Sul.
O Campeonato Citadino abrangia times da cidade de Passo Fundo, e em algumas oportunidades os clubes de Carazinho e Marau; e teve início no ano de 1925, tendo como primeiro campeão o Grêmio Esportivo e Recreativo 14 de Julho, que sagrou-se campeão sobre o Sport Clube Gaúcho.
A competição encerrou em 1978, com o 14 de Julho sagrando-se campeão em jogo de ida e volta contra o Gaúcho, porém em 2020 o campeonato retornou de uma forma um pouco diferente, como naquele ano o futebol parou pela pandemia o classico foi online e o time que mais recebe-se doações iria ser o ganhador, e com isso o campeão foi o Passo fundo 
logo em 2022 voltariam a se enfrentar pelo gauchão seria a2 que estava valendo pela taça do campeonato citadino Meirelles duarte, E mais uma vez o Passo Fundo foi campeão, ganhando o primeiro jogo de 1x0 e empatando o segundo por 1x1 ficando 2x1 no agregado.

## Fórmula de disputa
O Campeonato Citadino utilizou diversas fórmulas de disputa, sendo majoritariamente utilizado o sistema de pontos corridos. Teve como finalidade principal a indicação do campeão como representante de Passo Fundo ao Campeonato Gaúcho de Futebol.

## Campeões
| Ano         | Campeão         |  | Vice                 | 3º colocado          | 4º Colocado  |
| ----------- | --------------- |  | -------------------- | -------------------- | ------------ |
| 1925        | 14 de Julho     |  | Gaúcho               | ---                  | ---          |
| 1926        | Gaúcho          |  | 14 de Julho          | Riograndense         | ---          |
| 1927        | Gaúcho          |  | América de Carazinho | ---                  | ---          |
| 1928        | Gaúcho          |  | Riograndense         | América de Carazinho | ---          |
| 1929        | Não realizado   |  | ---                  | ---                  | ---          |
| 1930        | 14 de Julho[a]  |  | ---                  | ---                  | ---          |
| 1931 - 1934 | Não realizado   |  | ---                  | ---                  | ---          |
| 1935        | Riograndense[b] |  | ---                  | ---                  | ---          |
| 1936        | Cruzeiro[b]     |  | ---                  | ---                  | ---          |
| 1937        | Cruzeiro[b]     |  | ---                  | ---                  | ---          |
| 1938        | Não realizado   |  | ---                  | ---                  | ---          |
| 1939        | Gaúcho[b]       |  | ---                  | ---                  | ---          |
| 1940        | Riograndense    |  | Gaúcho               | 14 de Julho          | ---          |
| 1941        | Riograndense    |  | 14 de Julho          | Gaúcho               | ---          |
| 1942        | Riograndense    |  | 14 de Julho          | Independente         | Gaúcho       |
| 1943        | 14 de Julho     |  | Riograndense         | Gaúcho               | Independente |
| 1944        | Riograndense    |  | 14 de Julho e Gaúcho | Independente         | ---          |
| 1945        | 14 de Julho     |  | Independente         | Gaúcho               | Riograndense |
| 1946        | Independente    |  | 14 de Julho          | Gaúcho               | Riograndense |
| 1947        | 14 de Julho     |  | Gaúcho               | Independente         | Riograndense |
| 1948        | Gaúcho          |  | Independente         | Riograndense         | ---          |
| 1949        | Gaúcho          |  | Independente         | 14 de Julho          | Riograndense |
| 1950        | Gaúcho          |  | Atlético             | 14 de Julho          | Independente |
| 1951        | Atlético        |  | 14 de Julho          | Gaúcho               | Independente |
| 1952        | Independente    |  | Atlético             | Riograndense         | Gaúcho       |
| 1953        | Independente    |  | Riograndense         | Gaúcho               | Atlético     |
| 1954        | Gaúcho          |  | 14 de Julho          | ---                  | ---          |
| 1955        | 14 de Julho[c]  |  | ---                  | ---                  | ---          |
| 1956        | 14 de Julho     |  | Gaúcho               | ---                  | ---          |
| 1957        | 14 de Julho     |  | Gaúcho               | ---                  | ---          |
| 1958*       | 14 de Julho     |  | Independente         | Riograndense         | Gaúcho       |
| 1958        | 14 de Julho     |  | Gaúcho               | ---                  | ---          |
| 1959*       | 14 de Julho     |  | Gaúcho               | Riograndense         | Independente |
| 1959        | 14 de Julho     |  | Gaúcho               | ---                  | ---          |
| 1960        | 14 de Julho     |  | Gaúcho               | ---                  | ---          |
| 1961        | Gaúcho          |  | 14 de Julho          | ---                  | ---          |
| 1962        | 14 de Julho     |  | Gaúcho               | Riograndense         | ---          |
| 1963        | Gaúcho          |  | 14 de Julho          | Riograndense         | ---          |
| 1964        | Gaúcho          |  | 14 de Julho          | Riograndense         | ---          |
| 1965        | Gaúcho          |  | 14 de Julho          | Riograndense         | ---          |
| 1966        | Gaúcho          |  | 14 de Julho          | ---                  | ---          |
| 1967        | Gaúcho[d]       |  | ---                  | ---                  | ---          |
| 1968        | Gaúcho[d]       |  | ---                  | ---                  | ---          |
| 1969        | 14 de Julho     |  | Gaúcho               | ---                  | ---          |
| 1970        | Gaúcho          |  | 14 de Julho          | ---                  | ---          |
| 1971 - 1977 | Não realizado   |  | ---                  | ---                  | ---          |
| 1978        | 14 de Julho     |  | Gaúcho               | ---                  | ---          |
|             |                 |  |                      |                      |              |
|             |                 |  |                      |                      |              |

* Campeonato Extra. 

## Número de títulos por clube
| Clube                    | Títulos | Vices | 3º Lugar | 4º Lugar |
| ------------------------ | ------- | ----- | -------- | -------- |
| 14 de julho/ Passo fundo | 19      | 13    | 3        | 0        |
| Gaúcho                   | 16      | 15    | 6        | 3        |
| Riograndense             | 5       | 3     | 9        | 4        |
| Independente             | 3       | 4     | 3        | 4        |
| Cruzeiro                 | 2       | 0     | 0        | 0        |
| Atlético                 | 1       | 2     | 0        | 1        |